# Cirsium pseudolappaceum
Cirsium pseudolappaceum là một loài thực vật có hoa trong họ Cúc. Loài này được Kharadze mô tả khoa học đầu tiên năm 1963.